# غاريت ميلر
غاريت ميلر (بالإنجليزية: Garrett Miller)‏ هو مجدف أمريكي، ولد في 7 يونيو 1977 في فيلادلفيا في الولايات المتحدة.

## وصلات خارجية
- غاريت ميلر على موقع الاتحاد الدولي للتجديف (الإنجليزية)
- غاريت ميلر على موقع اللجنة الأولمبية الدولية (الإنجليزية)
- غاريت ميلر على موقع أوليمبيديا (الإنجليزية)